# Quan thanh tra (phim, 1952)
Quan thanh tra (tiếng Nga: Ревизор) là một bộ phim trào phúng của đạo diễn Vladimir Petrov, ra mắt lần đầu năm 1952.
Truyện phim dựa theo vở kịch cùng tên của nhà văn Nikolai Gogol.

## Diễn viên
- Igor Gorbachyov... Ivan Aleksandrovich Khlestakov (công chức ở Peterburg/"quan thanh tra")
- Yury Tolubeyev... Anton Antonovich Skvoznik-Dmukhanovsky (Thị trưởng)
- Anastasia Georgyevskaya... Anna Andreyevna Skvoznik-Dmukhanoskaya (vợ Thị trưởng)
- Tamara Nosova... Maria Antonovna Skvoznik-Dmukhanovskaya (con gái Thị trưởng)
- Aleksandr Polinsky... Pyotr Ivanovich Dobchinsky (địa chủ quý tộc quận)
- V.Kornukov... Pyotr Ivanovich Bobchinsky (địa chủ quý tộc quận)
- Sergey Blinnikov... Ammos Fyodorovich Lyapkin-Tyapkin (Chánh án)
- Mikhail Yanshin... Artemy Filippovich Zemlyanky (Viện trưởng Viện Tế bần)
- Erast Garin... Ivan Kuzmich Shpekin (chủ sự Bưu vụ)
- Pavel Pavlenko... Luka Lukich Khlopov (nhà Kiểm học)
- A.Guzeyev... Khristian Ivanovich Gibner (thầy thuốc quận)
- Aleksey Gribov... Osip (người hầu của Khlestakov)
- Yelena Ponsova... Ivanova (vợ góa viên Trung sĩ)
- N.Timyakov... lái buôn
- Vladimir Ural... Abdulin (lái buôn)
- Anastasia Zuyeva... Fevonya Poshlyopkina (vợ thợ khóa)
- Ivan Ryzhov... Svistunov (Cảnh sát)
- Anatoly Kubatsky... bồi quán trọ
- Nikolai Rybnikov
- Nadezhda Samsonova... con gái Zemlyanky

## Ê-kíp
- Chỉ đạo nghệ thuật: Vladimir Kaplunovsky
- Âm thanh: Valery Popov